# A2 (Frankrijk)
Autoroute 2 (A2) is een autosnelweg in het noorden van Frankrijk die de A1 nabij de plaats Combles via Valenciennes verbindt met België richting Bergen. De gehele weg maakt deel uit van de E19. Na de grens gaat de weg verder als de Belgische A7.
Samen met de A1, die langs Rijsel komt, wordt deze weg vooral veel gebruikt door vakantiegangers uit Nederland en België die 's zomers naar Zuid-Frankrijk, Spanje en Portugal afreizen.